# Paradise Valley (album)
Pour les articles homonymes, voir Paradise Valley.
Albums de John Mayer
Born and Raised
(2012) The Search for Everything: Wave One (en)
(2017)
Paradise Valley est le sixième album studio enregistré par John Mayer sorti le 20 août 2013.

## Sortie et promotion de l'album
Le 19 août 2013, John Mayer a présenté son album sur le plateau du talk-show américain du soir de David Letterman en présentant un des singles: le titre "Wildfire".

## Liste des titres
Toutes les chansons sont écrites et composées par John Mayer sauf mention contraire.
| 1.    | Wildfire                                 |                        | 4:15 |
| 2.    | Dear Marie                               |                        | 3:44 |
| 3.    | Waitin' On the Day                       |                        | 4:35 |
| 4.    | Paper Doll                               |                        | 4:19 |
| 5.    | Call Me the Breeze                       | JJ Cale                | 3:27 |
| 6.    | Who You Love (feat. Katy Perry)          | John Mayer, Katy Perry | 4:12 |
| 7.    | I Will Be Found (Lost at Sea)            |                        | 4:03 |
| 8.    | Wildfire (feat. Frank Ocean)             | Christopher Breaux     | 1:28 |
| 9.    | You're No One 'Til Someone Lets You Down |                        | 2:48 |
| 10.   | Badge and Gun                            |                        | 3:15 |
| 11.   | On the Way Home                          |                        | 3:59 |
| 40:05 |                                          |                        |      |

## Musiciens

### Composition du groupe
- John Mayer - Chants, guitares, claviers, arrangements de corne (cor) sur (6)
- Aaron Sterling - Batteries, percussion
- Sean Hurley - Basse
- Chuck Leavell - Claviers sur (2, 3, 4, 5, 7, 9, 10 et 11)

### Musiciens additionnels
- Paul Franklin - Pedal steel guitar sur (2, 9 et 11)
- Zane Carney - Guitare sur (1,2)
- Rami Jaffe - Claviers sur (1,8)
- Lisa Fischer - Chants additionnels sur (7, 11)
- David Ryan Harris - Chants additionnels sur (4)
- Bernard Fowler - Chants additionnels sur (7)
- Frank Ocean - Piano électrique Wurlitzer, chants sur (8)
- Katy Perry - Chants sur (6)
- Larry Williams - Saxophone ténor, flûte, arrangements de corne sur (6)
- Dan Higgins - Saxophone ténor, flûte sur (6)
- Gary Grant - Bugle sur (6)
- Bill Reichenbach- Trombone ténor, trombone basse, corne alto (voir alto horn) sur (6)